# Jonas Kilthau
Jonas Kilthau (Fráncfort del Meno, 23 de abril de 1994) es un deportista alemán que compitió en remo.
Ganó dos medallas en el Campeonato Mundial de Remo, en los años 2014 y 2015, y una medalla de bronce en el Campeonato Europeo de Remo de 2015.

## Palmarés internacional
| Campeonato Mundial | Campeonato Mundial       | Campeonato Mundial | Campeonato Mundial      |
| Año                | Lugar                    | Medalla            | Prueba                  |
| ------------------ | ------------------------ | ------------------ | ----------------------- |
| 2014               | Ámsterdam (Países Bajos) | Medalla de oro     | Ocho con timonel ligero |
| 2015               | Aiguebelette (Francia)   | Medalla de bronce  | Dos sin timonel ligero  |
| Campeonato Europeo |                          |                    |                         |
| Año                | Lugar                    | Medalla            | Prueba                  |
| 2015               | Poznań (Polonia)         | Medalla de bronce  | Dos sin timonel ligero  |